# Чикагская школа мозаики
Чикагская школа мозаики (англ. Chicago Mosaic School) — некоммерческая школа, в которой обучают мозаичному искусству и дизайну. Она расположена в Эджуотере, Норт-Сайд Чикаго, США.

## История
Чикагская школа мозаики была основана в 2005 году художницей Карен Ами (англ. Karen Ami). Во время учёбы в Чикагском институте искусств Ами поехала в Италию, чтобы найти школу, в которой формально обучали искусству мозаики. По возвращении в США она начала преподавать мозаику в своей студии, прежде чем открыть школу на её нынешнем месте. Ами была президентом Общества американских художников-мозаиков (англ. Society of American Mosaic Artists).
Школа является одной из немногих школ изящных искусств мозаики за пределами Европы, с классными комнатами, галереей, мастерскими художников и магазинами. Факультет состоит из постоянного преподавательского состава, а также посещаемой коллекции современных художников-мозаиков со всего мира.